# Liste des sous-marins du Brésil
La liste des sous-marins du Brésil rassemble les sous-marins commandés ou exploités par la marine brésilienne au fil des ans.

## Entre-deux-guerres
- Humaytá : sous-marin de classe Balilla, mis en service en juillet 1929.

## Après 1945

### Classe Balao
- Rio Grande do Sul (S-11) : mis en service en septembre 1963.
- Bahia (S-12) : lancé en 1943, mis en service brésilien en septembre 1963.
- Amazonas (S-16) : lancé en décembre 1945, mis en service brésilien en décembre 1973.
- Goiás (S-15) : lancé en mai 1945, mis en service brésilien en octobre 1973
- Guanabara (S-10) : lancé en octobre 1945, mis en service brésilien en juillet 1972

### Classe Gato
- Humaitá (S-14) : lancé en 1942, mis en service brésilien en janvier 1957
- Riachuelo (S-15) : lancé en 1942, mis en service brésilien en janvier 1957

### Classe Tench
- Rio Grande do Sul (S-11) : lancé en 1944, mis en service brésilien en mai 1972
- Bahia (S-12) : lancé en 1945, mis en service brésilien en mars 1973
- Rio de Janeiro (S-13) : lancé en 1945, mis en service brésilien en juillet 1972
- Ceará (S-14) : lancé en 1944, mis en service brésilien en octobre 1973

### Classe Oberon
- Humaitá : lancé en 1971, désarmé en 1996
- Tonelero : lancé en 1972, désarmé en 1996
- Riachuelo : lancé en 1975, désarmé en 1997

### Classe Tupi
- Tupi : lancé en 1987
- Tamoio : lancé en 1993
- Timbira : lancé en 1996
- Tapajó : lancé en 1998

### Classe Tikuna
- Tikuna : lancé en 2005

### Classe Riachuelo
- Riachuelo : lancé en 2018
- Humaitá : lancé en 2020
- Tonelero
- Angostura

### Sous-marin nucléaire
- Álvaro Alberto